# Cowen (West Virginia)
Cowen is een plaats (town) in de Amerikaanse staat West Virginia, en valt bestuurlijk gezien onder Webster County.

## Demografie
Bij de volkstelling in 2000 werd het aantal inwoners vastgesteld op 513.
In 2006 is het aantal inwoners door het United States Census Bureau geschat op 501, een daling van 12 (-2,3%).

## Geografie
Volgens het United States Census Bureau beslaat de plaats een oppervlakte van
1,6 km², geheel bestaande uit land. Cowen ligt op ongeveer 680 m boven zeeniveau.

## Plaatsen in de nabije omgeving
De onderstaande figuur toont nabijgelegen plaatsen in een straal van 32 km rond Cowen.